# شيب رايدر
Sheep, Dog 'n' Wolf(المعروف أيضا باسم "Sheep Raider" في أمريكا الشمالية)هي لعبة فيديو لغز نمط منصة، لعبة منصات، لعبة تسلل على الجهاز بلاي ستيشن وويندوز، تطوير لعبة من قبل إنفوجرامز، لعبة التخفي ويتضمن إستراتيجية.
هذا لعبة تم اقتباسها من شخصيات وارنر برذرز. سلسلة من الرسوم الكرتونية سام كلب الراعي والذئب رالف. اللعبة تعتمد بشكل كبير انك تسرق الخرفان بدون الكـلب ماينتبه عليك أو يمسكك وكيف توصل الخاروف لمكان المطلوب التنقل من خلال سلسلة من المستويات بما في ذلك على مستويين مستوى السرية ومكافأة.

## قصة لعبة
بعد المحاولةِ الفاشلةِ الأخرى في سَرِقَة خروفَ مِنْ كلب راعي سام، يُرجعُ رالف ولف في بيته بعد تغييرِه لارتياح تمتع بمشاهدة التلفزيون على كرسيه.و يأتي بطّةُ دافي داك لمساعدته ويعلنُ بأنّ رالف المتسابقُ الأحدثُ على عرضِ الألعاب «خِراف، كلب، وولف» أَو بينما دافي تَحْبُّ دَعوته، «الذي يُريدُ لِكي يَكُونَ خروفَ ستيلير». يُوصلُ دافي رالف إلى بلدةِ القمّةِ حيث اللعبةِ سَتَحْدثُ، يُخبرُ بأنّ ه أَنْ لا يَشْدَّ بينما يَعْكسُ أدائَه على دافي. أثناء a جلسة تدريبية، يُوضّحُ دافي قواعد اللعبةِ التي بأنّ رالف سَيَكُونُ مجهّز بمُنتَجاتِ القمّةِ العديدةِ التي يمكن أن تُستَعملَ لصيَاْغَة a خطة لسَرِقَة خِرافِ سام الذي يجب أنْ يُوْضَعَ في عَيّنَ هدفاً (أَشّرَ مِن قِبل دائرة بيضاء) بِجانب رالف سليم جداً.

## طريقة لعب
إنّ هدف كل مستوى أن يسرق مجموعة من الخراف مِنْ قطيعِ كلب راعي سام بدونه مُلاحَظَة وتُرافقُها إلى أَشّرتْ منطقةً. رالف قادر على قَفْز، ويتسلل من دون أصدار صوت أو ضوضاءَ، ويُسرعُ في حالة يَحتاجُ للهُرُوب مِنْ الخطرِ. لمُسَاعَدَة رالف في الحُصُول على الخِرافَ، رالف يُمْكِنُ أَنْ أدواتَ طلب بريدي المُخْتَلِفةِ مِنْ القمّةِ، مثل العُلَبِ وديناميتِ الصاروخِ. بَعْض الموادِ يُمْكِنُ أَنْ تُدْمَجَ؛ على سبيل المثال، a نصير يُمْكِنُ أَنْ يُستَعملَ على a قنينة العطرِ أَنْ يَكُونَ عِنْدَهُ رائحتُه يَجْذبُ إحدى الخِرافِ مِنْ بعيداً. رالف يُمْكِنُ أَنْ يَجْمعَ الخسَّ أيضاً لإغْراء الخِرافِ نحو الأماكنِ حيث أنَّ رالف غير قادر على حَمْلهم، مثل على a جسر ضعيف.

## شخصيات لعبة
- رالف ولف
- دافي داك
- كلب راعي سام

## الشخصيات الثانوية
- رود رنر
- بوركي بيغ
- إلمر فاد
- يوسيميتي سام
- تازماينيان ديفل
- فوغهورن ليغهورن
- مارفن ذا مارشن
- سبيدي غونزالس

وغيرهم...

## الأداء الصوتي
- جو ألاسكي - دافي داك، مارفن ذا مارشن
- بوب بيرجينو - بوركي بيغ
- جريج بورسون - ألمير فود
- موريس لامارش - يوسيميتي سام

## وصلات خارجية
- إلى موقع GameFAQs